# Autenticidad (filosofía)

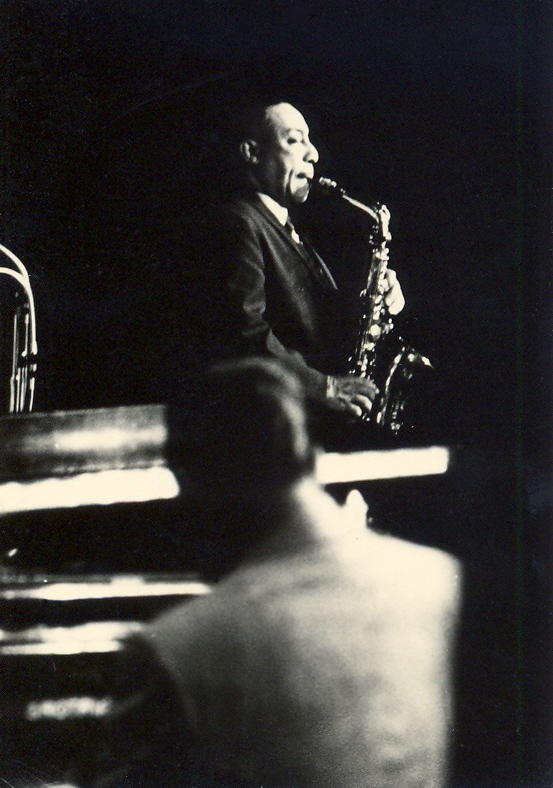
Filósofo Jean-Paul Sartre vio jazz como representación de libertad y autenticidad. (En la foto está Johnny Hodges.)

La autenticidad es un concepto  en psicología (en particular psiquiatría existencial) así como en la filosofía existencialista y la estética (con respecto a varias artes y géneros musicales). En el existencialismo, la autenticidad es el grado en que las acciones de un individuo son congruentes con sus creencias y deseos, a pesar de presiones externas; se ve el yo consciente  como la aceptación de estar en un mundo material y encontrarse con fuerzas externas, presiones e influencias, y otras, que son muy diferentes a uno mismo. En el existencialismo una falta de autenticidad se considera  mala fe. La llamada de la autenticidad resuena con la famosa instrucción del Oráculo de Delphi, “Conócete a ti mismo”. Pero la autenticidad extiende este mensaje: "no solo conócete a ti mismo – sé tú mismo".
Las opiniones sobre la autenticidad en actividades culturales varía ampliamente. Por ejemplo, los filósofos Jean Paul Sartre y Theodor Adorno tenían puntos de vista opuestos con respecto al jazz, con Sartre considerándolo auténtico y Adorno inauténtico. El concepto de autenticidad a menudo se transmite en subculturas musicales, como punk rock y metal pesado, dónde una supuesta falta de autenticidad es comúnmente etiquetada con el epíteto "poseur (postureo)".También hay un enfoque sobre la autenticidad en géneros musicales como "...House, grunge, garage, hip-hop, techno, y showtunes".

## Teorías

### Existencialismo
Uno de los mayores problemas que enfrentan estos enfoques abstractos es que los impulsos que las personas  llaman las "necesidades del ser interior de uno" son difusos, subjetivos, y a menudo ligados a la cultura. Por esta razón, entre otras, la autenticidad está a menudo "en los límites" del lenguaje;  se lo describe como el espacio negativo alrededor de la inautenticidad, con referencia a ejemplos de vida inautentica. Las novelas de Sartre son quizás el acceso más fácil a este modo de describir la autenticidad: a menudo contienen caracteres y antihéroes que basan sus acciones en presiones externas—la presión de aparentar ser un cierto tipo de persona, la presión de adoptar un modo particular de vida, la presión de ignorar las propias objeciones morales y objeciones estéticas para tener una existencia más cómoda. Su trabajo también incluye caracteres que no entienden sus propios motivos para actuar, o que ignoran hechos cruciales sobre sus propias vidas para evitar verdades incómodas; esto conecta su trabajo con la tradición filosófica.
Sartre se preocupa también por la "vertiginosa" experiencia de libertad absoluta. Desde el punto de vista de Sartre, esta experiencia, necesaria para el estado de autenticidad, puede ser tan desagradable que lleva a personas a formas de vida  inauténticas. Típicamente, la autenticidad está vista como un concepto muy general, no apegado a  ninguna  ideología política o estética particular. Esto es un aspecto necesario  de autenticidad: porque se refiere a la relación de una persona con el mundo, no se puede llegar simplemente  repitiendo un conjunto de acciones o asumiendo un conjunto de posiciones. De esta manera, la autenticidad está conectada con la creatividad: el ímpetu a la acción debe surgir de la persona en cuestión, y no ser impuesto externamente. Heidegger lleva esta idea al extremo, por hablar en términos muy abstractos sobre modos de vida (Sartre adoptó y simplificó su terminología en sus obras filosóficas). El trabajo de Kierkegaard  (por ejemplo. "Panegírico sobre Abraham" de Fear and Trembling) a menudo se enfoca en historias bíblicas qué no son directamente imitables. Sartre, como se señaló anteriormente, se enfocó en la existencia  inauténtica como una forma de evitar el problema paradójico de aparecer para proporcionar recetas de un modo de vida que rechaza el dictado externo .
La autenticidad, de acuerdo con Kierkegaard, depende de que un individuo encuentre fe auténtica y se vuelva fiel a sí mismo. Kierkegaard desarrolla la idea de que los medios de comunicación y la iglesia burguesa-cristiana presentan desafíos para un individuo en la sociedad que trata de vivir auténticamente. Kierkegaard así ve "tanto los medios de comunicación y la iglesia como la intervención de las agencias, bloqueando el camino de las personas hacia experiencias reales, autenticidad, y Dios." Su convicción radica en la idea de que la masa-cultural que crea una pérdida en la significación individual, a la que se refiere como "nivelación." Kierkegaard considera que los medios de comunicación apoyan  a una sociedad que no forma  sus propias opiniones sino que utiliza las opiniones construidas por las noticias. Del mismo modo, el interpreta la religión como una tradición que los individuos aceptan pasivamente, sin la inclusión del pensamiento auténtico. Kierkegaard cree que la fe auténtica se puede lograr mediante "enfrentando la realidad, eligiendo y luego seguir la elección apasionadamente." El objetivo de la filosofía existencialista de  Kierkegaard es demostrar que, para lograr la autenticidad, uno debe enfrentar la realidad y desde sus propias opiniones de existencia. Así que para no  desanimarse por la nivelación, Kierkegaard sugiere, "Uno debe llevar a cabo una elección activa para entregarse a algo que va más allá de la comprensión, un salto de fe en lo religioso." Incluso si uno no quiere exponer el esfuerzo de desarrollar sus propios puntos de vista, debe hacerlo en la búsqueda de una fe auténtica. Así es como Kierkegaard describe la autenticidad en su libro "Práctica en Cristianismo" de 1850.
"Por lo tanto, es un riesgo predicar, porque a medida que subo a ese lugar sagrado-si la iglesia está llena o vacía, si yo mismo soy consciente de ello o no, tengo uno oyente más de lo que se puede ver, un oyente invisible, Dios en el cielo, a quien ciertamente no puedo ver pero quien realmente puede verme. .... Verdaderamente es un riesgo predicar! La mayoría de la gente sin duda tiene la  idea de salir al escenario como actor, para aventurarse en el peligro de tener todos los ojos enfocados en uno, es algo que requiere coraje. Pero en cierto sentido este peligro, como todo en el escenario, es una ilusión, porque el actor, por supuesto, está personalmente fuera de todo; su tarea es precisamente engañar, para disimular, para representar a alguien, y reproducir de manera aguda las palabras de otra persona. El proclamador de la verdad Cristiana, por otra parte, da un paso adelante en un lugar donde, incluso si los ojos de todos no están enfocados en él, el ojo de uno omnipresente lo está. Su tarea es: ser él mismo, y en un entorno, la casa de Dios, cuál, todos los ojos y oídos, requiere solamente una cosa de él-que debería ser él mismo, ser cierto. Que debería ser verdad, es decir, que él mismo debería ser lo que él proclama, o al menos avanzar para ser eso, o al menos ser lo suficientemente honesto como para confesar sobre sí mismo que él no es eso. ... Qué tan arriesgado es ser el que predica, el que habla, un yo que al predicar y mientras predicar se  compromete incondicionalmente, muestra su vida para que, si es posible, uno pueda mirar directamente a su alma-para ser este, eso es arriesgado!. Soren Kierkegaard, Práctica el Cristianismo 1850, Hong p. 234-235 
La versión de autenticidad de Nietzsche es una interpretación  atea de Kierkegaard. Rechaza el papel de la religión en la búsqueda de autenticidad porque  cree en encontrar la verdad sin el uso de virtudes. Nietzsche cree en el hombre auténtico como el  siguiente: Alguien que se eleva sobre los demás para trascender los límites de la moral convencional en un intento de decidir por sí mismo sobre el bien y el mal, sin tener en cuenta las virtudes “por lo cuál tenemos en estima a nuestros abuelos.” Nietzsche rechaza la idea de las virtudes religiosas debido a la falta de cuestionamiento por parte del individuo. Uno tiene que evitar lo que llama “pastoreo de la moral animal,” si es para encontrar la autenticidad. Para “estar sólo” y evitar principios construidos religiosamente, es esencial  ser “lo suficientemente fuerte y original para iniciar estimaciones opuestas de valor, para evaluar e invertir ‘valoraciones eternas.'” Uno tiene que ser un pensador libre y teorizar puntos de vista fuera de sus predilecciones. Lo que tienen en común las filosofías existenciales de Kierkegaard y Nietzsche  es  “la responsabilidad que le asignan al individuo para participar activamente en la formación de las creencias de uno y luego estar dispuesto a actuar de acuerdo con esa creencia.” Para Nietzsche, la mentalidad secular es una forma de debilidad y, para lograr la autenticidad, uno realmente debe trascender la moral convencional.
Según Abulof, el llamado a la autenticidad  – ser fiel a uno mismo – oculta engañosamente los abismos profundos entre dos interpretaciones divergentes del "yo": esencialista y existencialista. La autenticidad esencialista exige que encontremos y sigamos nuestro destino predeterminado,  nuestro núcleo innato. Por el contrario, existencialismo la autenticidad prescribe “determinar nuestro destino!” Instando a las personas a tomar conciencia  de su libertad para elegir su propio camino, el cual puede, pero no necesita, unirse al de los demás. Mientras que los esencialistas buscan signos de autotraición, los existencialistas preguntan desafiantemente, “¿Cómo no soy yo mismo?” y la responden: sólo cuándo olvido mi libertad, para  rendirme en la  “mala fe.” De otra manera, mis decisiones – cualesquiera sean – me constituyen.

#### Periodismo existencial
Los filósofos existenciales como Kierkegaard, Nietzsche, y Heidegger investigan el significado  existencial-ontológico de las normas construidas socialmente para descifrar la autenticidad. Para un periodista existencial, esta aversión a, y alejándose de, una aceptación incuestionable de las normas contribuye a la producción de una obra auténtica. Merrill cree que el periodismo auténtico puede existir si el periodista es fiel a sí mismo y rechaza el conformismo. Existen tradiciones en los medios de comunicación y noticieros que impiden a los periodistas  conseguir la autenticidad. Como la visión de Kierkegaard de los medios y la iglesia, Merrill cree que los periodistas están “sacrificando la autenticidad individual para adaptarse amablemente a las altamente rigurosas, despersonalizada estructuras corporativas.” Los periodistas están restringidos por la “burocracia institucional” y, así, no puede conseguir la autenticidad. Es beneficioso para los periodistas adherirse a la “cinta roja” porque su trabajo será publicado.
Dar forma activa a la propia creencia y luego actuar sobre esa creencia es una tarea laboriosa. Una periodista que duda en escribir una historia porque no  está dentro de la norma es incapaz de conseguir la autenticidad debido a la noción de que seguir la norma es más valioso que ser auténtico. La contención es, sin embargo, esa “libertad individual y el valor para actuar es más valioso que la adhesión colectiva a los códigos periodísticos de conducta.” Cuando los periodistas toman decisiones conscientes para escribir auténticamente, pueden aportar más valor en su trabajo. La consecuencia de la escritura auténtica es positiva y asegura que el periodista, de acuerdo con Merrill, “crece, madura, se crea, y se proyecta hacia el futuro.”

#### Críticas
Filósofo Jacob Golomb argumenta que la noción existencialista de autenticidad es incompatible con una moral que valora a todas las  personas.

### Erich Fromm
Una definición muy diferente de autenticidad fue propuesta por Erich Fromm en la mitad del 1900. El consideraba el comportamiento de cualquier tipo, incluso el que está totalmente de acuerdo con las costumbres sociales,  era auténtico si  resulta de la compresión personal y la aprobación de sus impulsos y orígenes, más que simplemente por conformidad con la sabiduría recibida de la sociedad.  Por lo tanto un auténtico medio puede comportarse de manera consistente de acuerdo con las normas culturales, por la razón de que esas normas parecen consideradas apropiadas, en lugar de  simplemente el interés de cumplir con las normas actuales. Fromm considera entonces la autenticidad como un resultado positivo de la motivación ilustrada e informada más que un resultado negativo del rechazo de las expectativas de los demás. El describe la última condición – la unidad principalmente para escapar de las restauraciones externas tipificadas por el "libertad absoluta" de Sartre – como "la ilusión de la individualidad", en oposición a la individualidad genuina que resulta de la vida auténtica.

### Otras perspectivas
Quienes defienden la reforma social valoran el estudio de la autenticidad ya que puede proporcionar un manifiesto radical y una visión general de las deficiencias de las estructuras sociales. Michael Kernis y Brian Goldman definió la autenticidad como " la operación sin obstáculos de uno mismo verdadero o núcleo en la empresa diaria
Mientras la autenticidad puede ser un objetivo  intrínseco a "la buena vida," a menudo es un estado difícil que realmente logras, debido en parte a las presiones sociales para vivir sin autenticidad y en parte al propio carácter de una persona.  También se describe como un estado revelador, donde uno se percibe a sí mismo, a otras personas, y a veces incluso a las cosas, de una manera radicalmente nueva. Algunos escritores argumentan que la autenticidad también requiere autoconocimiento, y que altera las relaciones de una persona con otras personas. La autenticidad también lleva con él su conjunto propio de obligaciones morales, que a menudo existen independientemente de la raza, género y clase. La idea de autenticidad también encaja en la ideología utópica, la cual requiere autenticidad entre sus ciudadanos para existir, o cuál reclama que tal condición removería las barreras físicas y económicas para lograr la autenticidad.

## Historia
Las ideas seculares y religiosas sobre la autenticidad han coexistido durante siglos bajo diferentes formas; quizás la primera cuenta de autenticidad que sigue siendo popular es la admonición de  Sócrates' que "la vida no examinada no vale la pena vivir". En estética, la "autenticidad" describe la percepción de arte como fiel al yo artista, más que conforme a valores externos como tradición histórica, o el valor comercial. Una definición común de "autenticidad" en psicología refiere al intento de vivir la vida de uno de acuerdo a las necesidades del ser interior de uno mismo,más que según las demandas de la sociedad o el condicionamiento temprano de uno.
La búsqueda de la autenticidad es un sello  distintivo de la modernidad romántica. Los románticos desde el siglo XVIII prescribían la intuición, la emoción y un retorno a la naturaleza como correctivo necesario, incluso un antídoto, a la razón del Iluminismo "frío" . En el siglo veinte, las discusiones Anglo-americanas sobre la autenticidad a menudo se centraron en las escrituras de unas cuantas figuras claves asociadas con la filosofía existencialista, donde se originó el término; porque la mayoría de estos escritores escribieron en otros idiomas además del inglés, el proceso de traducción y antologización ha tenido un fuerte impacto en el debate. Walter Kaufmann podría llevar el crédito de la creación de un "canon" de escritores existencialistas qué incluyen  Søren Kierkegaard, Martin Heidegger, y Jean-Paul Sartre. Para estos escritores, el yo consciente se trata de llegar a un acuerdo con estar en un mundo material y con fuerzas externas e influencias alentadoras que son muy diferentes de sí mismas; la autenticidad es una forma en qué el yo actúa y cambia en respuesta a estas presiones.
La llamada de, y para la autenticidad - "¡sé tú mismo!" - ha impregnado el pensamiento y la cultura moderna. Un Google ngram (1800-2008) indica el aumento dramático, desde el 1960s, en la frecuencia relativa de este comando moderno: "en los libros, películas de Hollywood, anuncios, y conversaciones diarias,  se aconseja, incluso se ordena: se tu mismo!"

## Actividades culturales
Debido a diferentes experiencias de grupos e  individuos, los puntos de vista de la autenticidad con respecto a las actividades culturales varían ampliamente y a menudo difieren entre grupos e individuos. Para Sartre, la música del jazz era una representación de la libertad; esto puede haber sido en parte porque el jazz estaba asociado con la cultura americana africana, y por lo tanto estaba en oposición a la cultura occidental en general, la cual Sartre considera irremediablemente la inauténticidad. Theodor Adorno, sin embargo, otro escritor y filósofo preocupado con la idea de autenticidad, despreciaba la música del jazz porque la veía como una representación falsa que podría dar la apariencia de autenticidad pero que estaba tan arraigada en asuntos como la apariencia y la audiencia como muchas otras formas de arte. Heidegger, en sus últimos años, asoció la autenticidad con modos no-tecnológicos de existencia, viendo a la tecnología como una distorsionando una relación más "auténtica" con el mundo natural.
Algunos escritores sobre la autenticidad en el siglo XX consideraron predominantes las normas culturales para ser inauténtico; no sólo porque fueron vistas como forzadas en las personas, pero también porque, en sí mismas,  requerían que las personas se comportaran inauténticamente según sus propios deseos, ocultando las verdaderas razones para actuar. La publicidad, en tanto trató de darle a las personas una razón para hacer algo que aún no poseían, era un "libro de texto" ejemplo de cómo la cultura Occidental distorsionó las razones individuales por las externas. Las relaciones raciales son vistas como otro límite para la autenticidad, ya que exigen que el yo se relacione con los demás sobre la base de atributos externos. Un ejemplo temprano de la conexión entre atributos de autenticidad y el capitalismo fue hecho por Karl Marx, cuya idea de "alienación" puede ser enlazada al discurso sobre la naturaleza de la  inautenticidad.

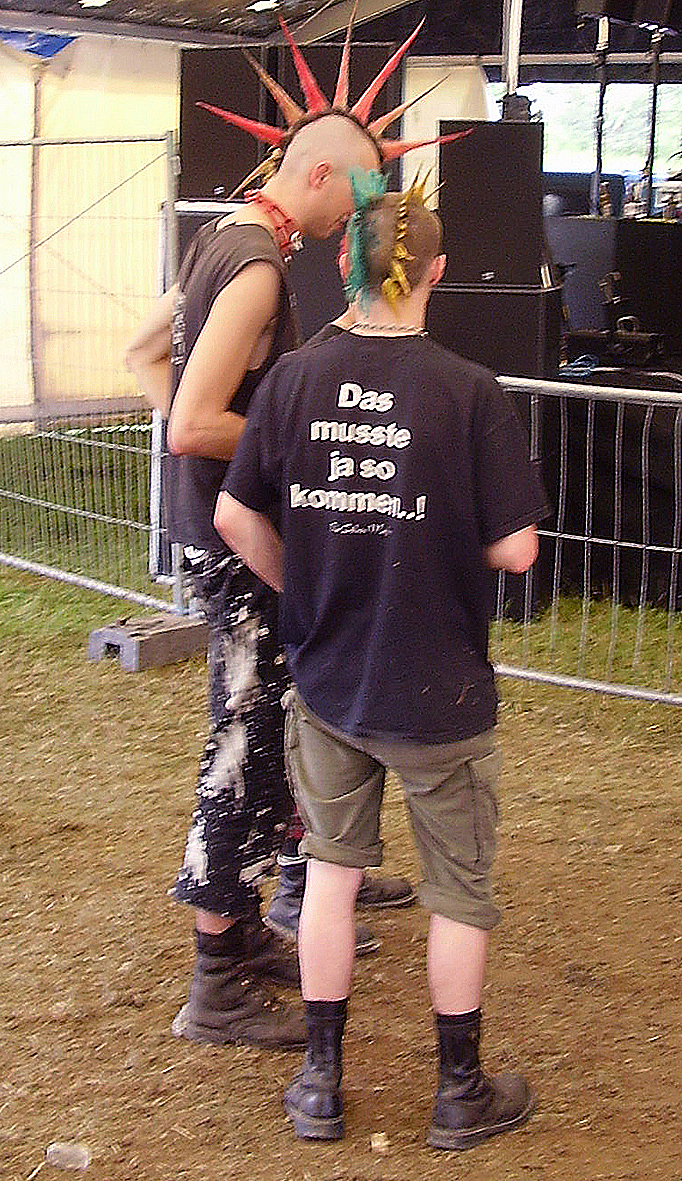
La subcultura punk clasifica a los miembros como "postureros" si están propensos a no entender o respetar los valores de la subcultura.

Las personas preocupadas por vivir de manera auténtica a menudo han llevado vidas inusuales que se opusieron a  las normas culturales; el surgimiento de la contracultura en los años 1960 en Europa y América fue visto por muchos como una nueva oportunidad para vivir una existencia auténtica. Muchos, sin embargo, han señalado que antiautoritarismo y la excentricidad  no necesariamente constituyen un estado de ser auténtico. La conexión de la violación de las normas culturales a la autenticidad, sin embargo, es fuerte y real, y continúa hoy: entre los artistas que explícitamente violan las convenciones de su profesión, por ejemplo. La conexión de la falta de autenticidad al capitalismo está contenido en la idea de "selling out," utilizada para describir a un artista cuyo trabajo se ha vuelto poco auténtico después de conseguir el éxito comercial y, por lo tanto, se ha integrado hasta cierto punto en un sistema inauténtico.

### En la música
El concepto de autenticidad a menudo se plantea en el punk rock y el heavy metal subculturas musicales, en qué las personas o bandas son criticadas para su presunta carencia de autenticidad por ser etiquetado con el epíteto "poseur". "Poseur" suele referirse a una persona (o banda) que copia la vestimenta, el discurso, y/o gestos dentro del grupo o subcultura, generalmente para lograr la aceptación dentro del grupo, aunque se  considere que no comparte ni comprende los valores o la filosofía de la subcultura. "El código de autenticidad, que es central para la subcultura de heavy metal, es demostrado de muchas maneras", como a través de la ropa, el uso de una voz emotiva para cantar y tener temas serios en las canciones. En metal, un estudio sobre cómo los fanáticos  buscaban la autenticidad dentro de la escena de metal notó tres elementos para la autenticidad: mucho dedicación a largo plazo a la escena; conociendo  eventos claves de la cultura del metal; y haciendo las elecciones correctas basadas en la voz interior auténtica de uno mismo. En el metal Negro, un género de metal extremo, la sinceridad, la autenticidad y la extremidad están valoradas por encima de todo." En las subculturas del metal y hardcore punk, una banda que empezó de un entorno de clase trabajadora que luego firma con un sello discográfico  importante con un contrato de grabación lucrativo puede considerarse que entra en estado  "sold out" y que perdió su autenticidad. Además del enfoque en la autenticidad en "...punk, house, grunge, garage, y hip-hop," las ideas de autenticidad se han infiltrado en muchos otros géneros, incluyendo aquellos considerados por algunos por ser menos "auténticos" que los anteriormente mencionados.

### En el marketing
En marketing la autenticidad de la marca se define como el grado en que la identidad de la marca nos vincula causalmente al comportamiento de la marca. La autenticidad se percibe, si una marca cumple con su promesa, de manera consistente y continua.

## Otras lecturas
- Erich Fromm. El miedo a la libertad; Routledge & Kegan Paul 1942
- Lionel Trilling. Sinceridad y Autenticidad;  ISBN ; Harvard UP 1974
- Charles Taylor. La Ética de la Autenticidad;  ISBN ; Harvard UP 1992
- Alessandro Ferrara. Reflective Authenticity; ISBN  ; Routledge 1998
- Leonard James Park. Becoming More Authentic: The Positive Side of Existentialism;  ISBN ; Libros Existenciales 2007—5.ª edición
- Achim Saupe. Authenticity, Versión: 3, en: Docupedia Zeitgeschichte, 12. Abril 2016; DOI
- Marcello Sorce Keller. “How we got into ‘authenticity’ and ‘originality’ thinking, and why we should find a way out of it”, in Thomas Claviez, Kornelia Imesch, Britta Sweers (Eds.), Critique of Authenticity. Wilmington, DE: Vernon Press, 2010,  pp. 135-158.